# Världsmästerskapet i schack 1948
Världsmästerskapet i schack 1948 var en turnering för att utse den nya världsmästaren. Titeln hade blivit vakant efter den tidigare mästaren Alexander Aljechins död 1946. Turneringen spelades i Haag och Moskva mellan den 2 mars och 17 maj 1948. 
Det var fem deltagare: Michail Botvinnik, Paul Keres och Vasilij Smyslov från Sovjetunionen, ex-världsmästaren Max Euwe från Nederländerna samt Samuel Reshevsky från USA. Alla mötte alla fem gånger.
Turneringen vanns klart av favoriten Botvinnik som blev den sjätte världsmästaren.

## Bakgrund
På grund av andra världskriget hade det inte spelats någon VM-match sedan 1937. Flera spelare, bland dem José Raúl Capablanca, Salo Flohr, Paul Keres och Michail Botvinnik, hade ambitionen att utmana Aljechin innan kriget.
1946 accepterade Aljechin en utmaning från Botvinnik men världsmästaren, som vid den här tiden levde isolerad och bojkottad på grund av sitt samarbete med nazisterna, dog innan matchen kom till stånd.
FIDE hade haft ambitionen att arrangera VM-matcherna sedan 1920-talet för att göra dem mer välorganiserade och regelbundet återkommande. Organisationen hade varit vilande under kriget men 1946 väcktes den upp av dess president Alexander Rueb. Vid kongressen 1946 drog man upp riktlinjerna för de kommande VM-cyklerna. Världen delades in i olika zoner där zonturneringar skulle spelas. Inledningsvis fanns åtta zoner: Kanada, USA, Centralamerika, Sydamerika, Australien, Sovjet-Ryssland, Skandinavien och övriga Europa. Vinnarna av zonturneringarna (och andra deltagare som utsågs av FIDE) spelade sen en interzonturnering och de bästa gick vidare till en kandidatturnering där segraren fick utmana den regerande världsmästaren. VM-matcher skulle spelas vart tredje år.
Med små variationer gällde den strukturen för VM-matcherna ända fram till 1993.
Få delegater hade möjlighet att delta 1946 så man kunde bara fatta preliminära beslut, men vid kongressen 1947 fattades de formella besluten. Vid kongressen 1947 anslöt sig även Sovjetunionen till FIDE.
Det fanns olika uppfattningar om hur man skulle hantera situationen att det inte fanns någon regerande mästare. En del tyckte att titeln skulle återgå till Euwe, andra att den skulle tillfalla Botvinnik eftersom Aljechin antagit hans utmaning. De flesta förespråkade en turnering med de främsta spelarna vilket också blev beslutet.
Det återstod att bestämma vilka som skulle spela om titeln.
I den sista stora turneringen innan kriget, AVRO-turneringen i Nederländerna 1938, hade de åtta då bästa i världen deltagit. Aljechin hade förklarat sig beredd att spela om VM-titeln med segraren (men förbehöll sig rätten att även anta andra utmaningar). Turneringen vanns av Keres före Reuben Fine, Botvinnik, Euwe, Reshevsky, Aljechin, Capablanca och Flohr.

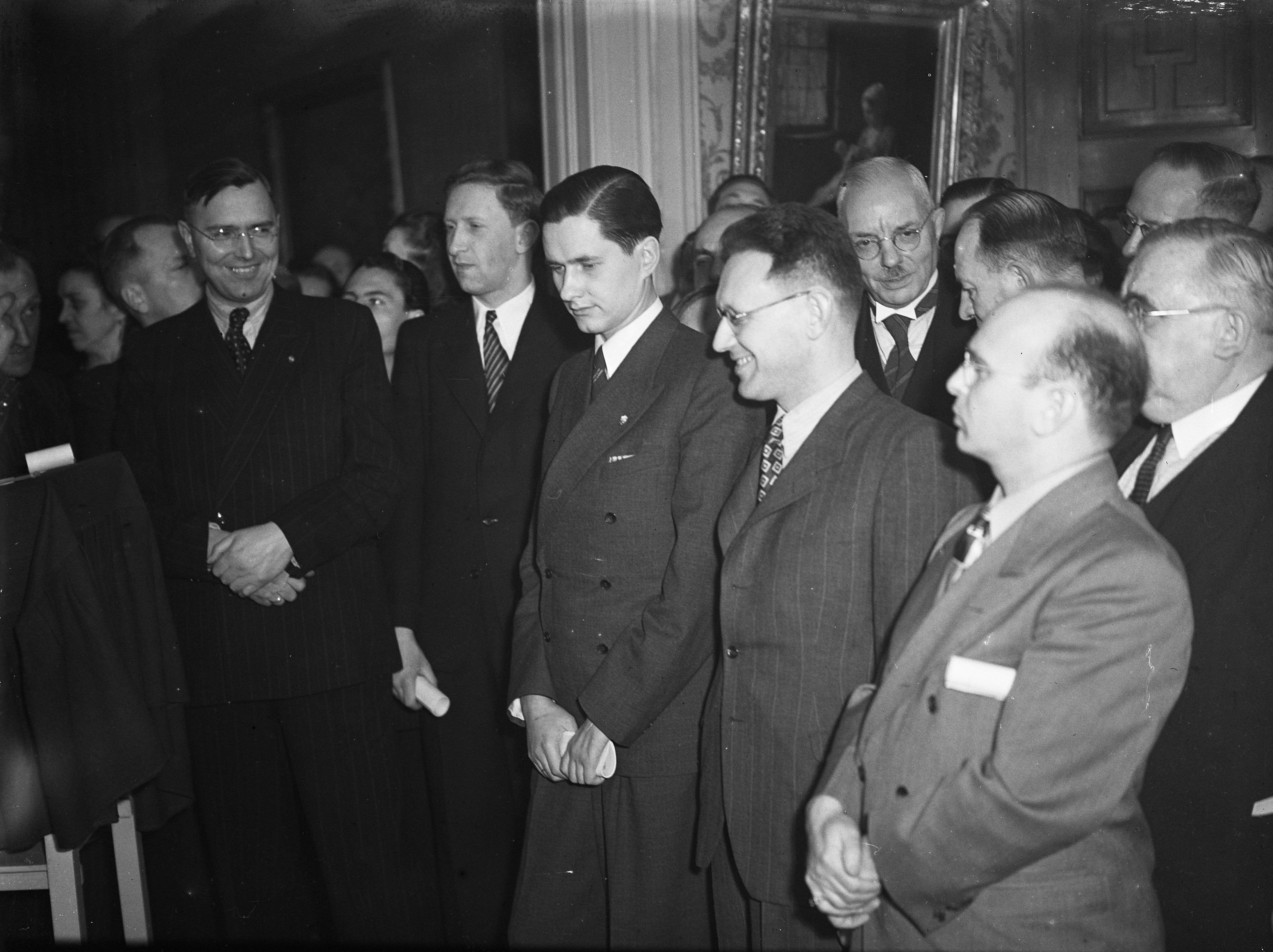
Deltagarna från vänster: Euwe, Smyslov, Keres, Botvinnik och Reshevsky

Sedan dess hade Capablanca och Aljechin avlidit. FIDE bestämde att de återstående sex skulle delta, med den skillnaden att Sovjetunionen tilläts ersätta Flohr med den nya stjärnan Vasilij Smyslov, som kommit fram under krigsåren och var klart starkare (Flohr blev i stället sekundant till Botvinnik).
Man sa också att vinnarna av de starka turneringarna i Groningen och Prag 1946 skulle få delta (om de inte var bland de sex). Miguel Najdorf vann i Prag men vid kongressen 1947 bestämde FIDE att bara de ursprungliga sex skulle spela.
I början av 1948 meddelade Fine att han inte tänkte ställa upp. Skälen för detta var inte helt klara.
VM-turneringen kom därför att bestå av fem deltagare.

## Regler
Tidskontrollen var 40 drag på två och en halv timme, därefter 16 drag per timme.
Spelarna tilläts ha med sig två sekundanter som hjälpte till med förberedelser och analys av avbrutna partier.
De första 10 ronderna spelades i Haag, de sista 15 i Moskva.

## Resultat
Botvinnik ledde turneringen från starten. När man flyttade från Nederländerna till Ryssland var han 1½ poäng före Reshevsky. Botvinniks seger var klar efter 22 ronder och han slutade 3 poäng före Smyslov.
| Placering | Spelare           | 1         | 2         | 3         | 4         | 5         | Poäng |
| --------- | ----------------- | --------- | --------- | --------- | --------- | --------- | ----- |
| 1         | Michail Botvinnik |           | ½ ½ 1 ½ ½ | 1 1 1 1 0 | 1 ½ 0 1 1 | 1 ½ 1 ½ ½ | 14    |
| 2         | Vasilij Smyslov   | ½ ½ 0 ½ ½ |           | 0 0 ½ 1 ½ | ½ ½ 1 ½ ½ | 1 1 0 1 1 | 11    |
| 3         | Paul Keres        | 0 0 0 0 1 | 1 1 ½ 0 ½ |           | 0 ½ 1 0 ½ | 1 ½ 1 1 1 | 10½   |
| 4         | Samuel Reshevsky  | 0 ½ 1 0 0 | ½ ½ 0 ½ ½ | 1 ½ 0 1 ½ |           | 1 ½ ½ 1 1 | 10½   |
| 5         | Max Euwe          | 0 ½ 0 ½ ½ | 0 0 1 0 0 | 0 ½ 0 0 0 | 0 ½ ½ 0 0 |           | 4     |